# Oued Smar
Oued Smar est une commune de la wilaya d'Alger en Algérie, située dans la banlieue Est d'Alger dans la daïra d'El Harrach.

## Géographie

### Situation
La commune de Oued Smar est située à environ 19 km à l'est d'Alger.
| El Harrach | Mohammadia   | Bab Ezzouar  |
| El Harrach | Oued Smar    | Bab Ezzouar  |
| El Harrach | Dar El Beïda | Dar El Beïda |

### Relief et hydrologie
Oued Smar s'étend sur une ancienne plaine marécageuse de la Mitidja et est délimitée au sud-ouest par l'oued Smar, qui lui a donné son nom.

### Transports
La rocade Sud d'Alger borde la commune par le sud.
La commune de Oued Smar dispose d'une gare desservie par les trains de banlieue de la Société nationale des transports ferroviaires (SNTF), au départ de la gare d'Alger (Ligne Alger - Thénia).
Les lignes de bus privées, relie les quartiers de la commune avec les différentes autres quartiers et communes de la région d'Alger est et alentours :
- ligne Alger (Tafourah)-Belouizdad-Kharouba (Hussein Dey)-El Harrach (La Vigerie)-El Mohammadia (Cinq-Maisons)-Oued Smar (La Radieuse)-Bab Ezzouar-Dar El Beida (El Hamiz)-Rouiba-Réghaïa, ou Hamadi, ou Boudouaou-Boumerdès ;
- ligne El Harrach (HLM)-El Mohammadia (Cinq-Maisons)-Bordj El Kiffan ;
- ligne El Harrach (Belfort)-Oued Smar (La Radieuse et El Alia)-Bab Ezzouar-Dar El Beida ;
- ligne El Harrach (Boumaâti)-Oued Smar (Beaulieu)-Bab Ezzouar (L'université) ;

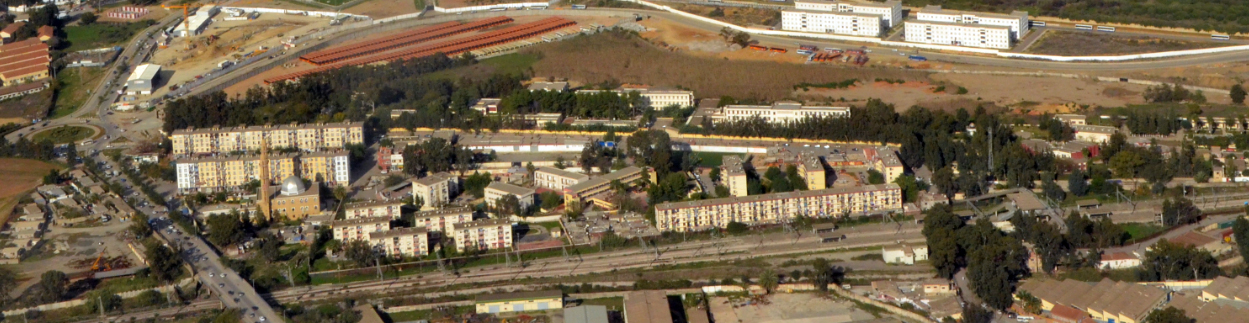
Le quartier de la gare

- ligne El Harrach (Boumaâti)-Oued Smar (Beaulieu)-Les Eucalyptus-L'Arbaâ ou Meftah.Le quartier de la gare

## Histoire
La commune de Oued Smar a été créée en 1958 à partir du territoire de celui de Maison Carrée, elle deviendra un an plus tard en 1959 une partie du 10e arrondissement de la ville d'Alger. Après l'indépendance, le 19 février 1977 elle devient une partie de la commune nommée El Harrach. Ce n'est qu'en 1984 que sera recréée la commune de Oued Smar.

## Démographie
| 1987   | 1998   | 2008   |
| ------ | ------ | ------ |
| 16 196 | 21 397 | 32 062 |

### Urbanisme

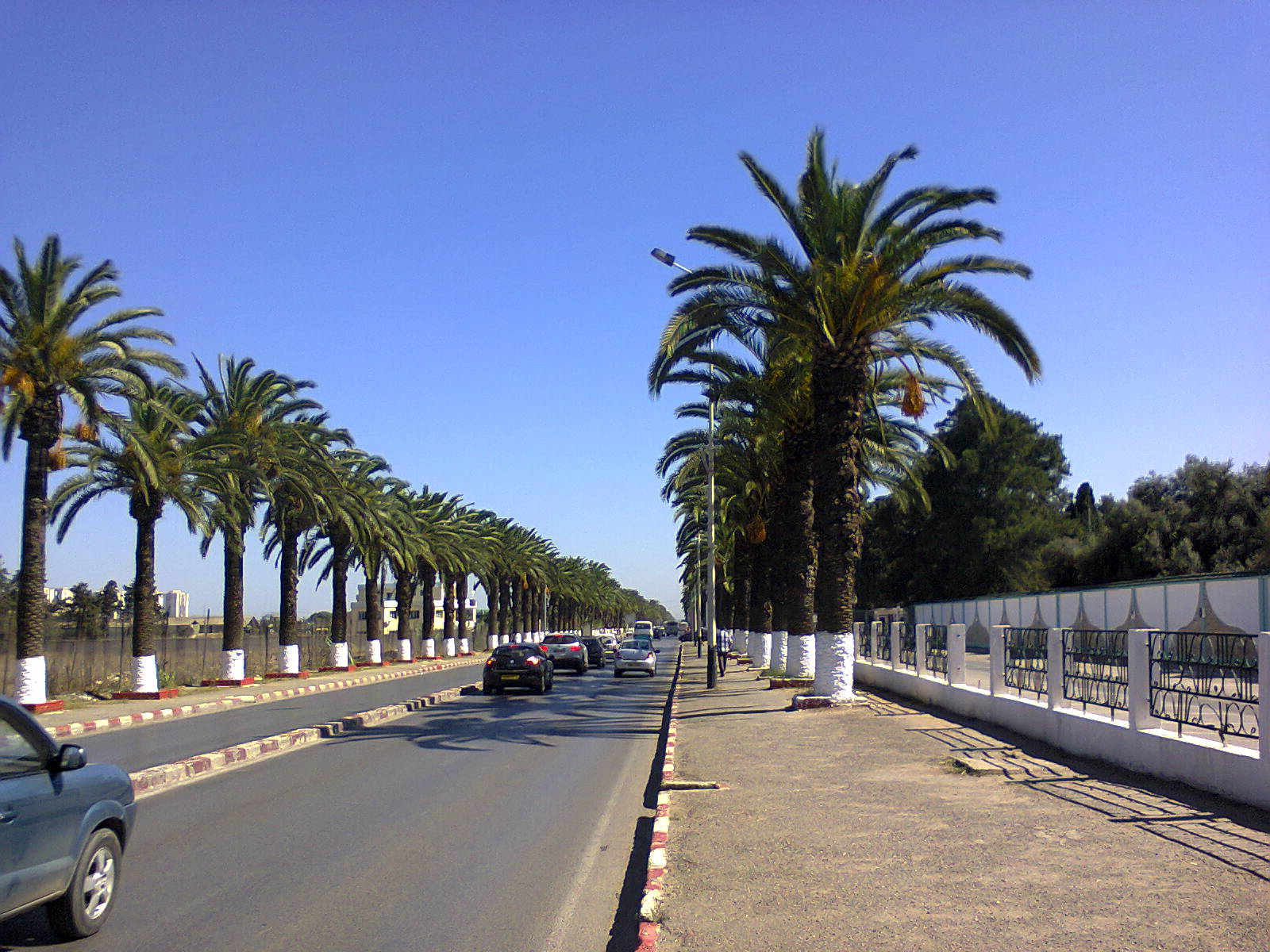
La route nationale 5, bordée de palmiers, limite entre les communes d'El Mohammadia et de Oued Smar, à droite se situe le cimetière d'El Alia.

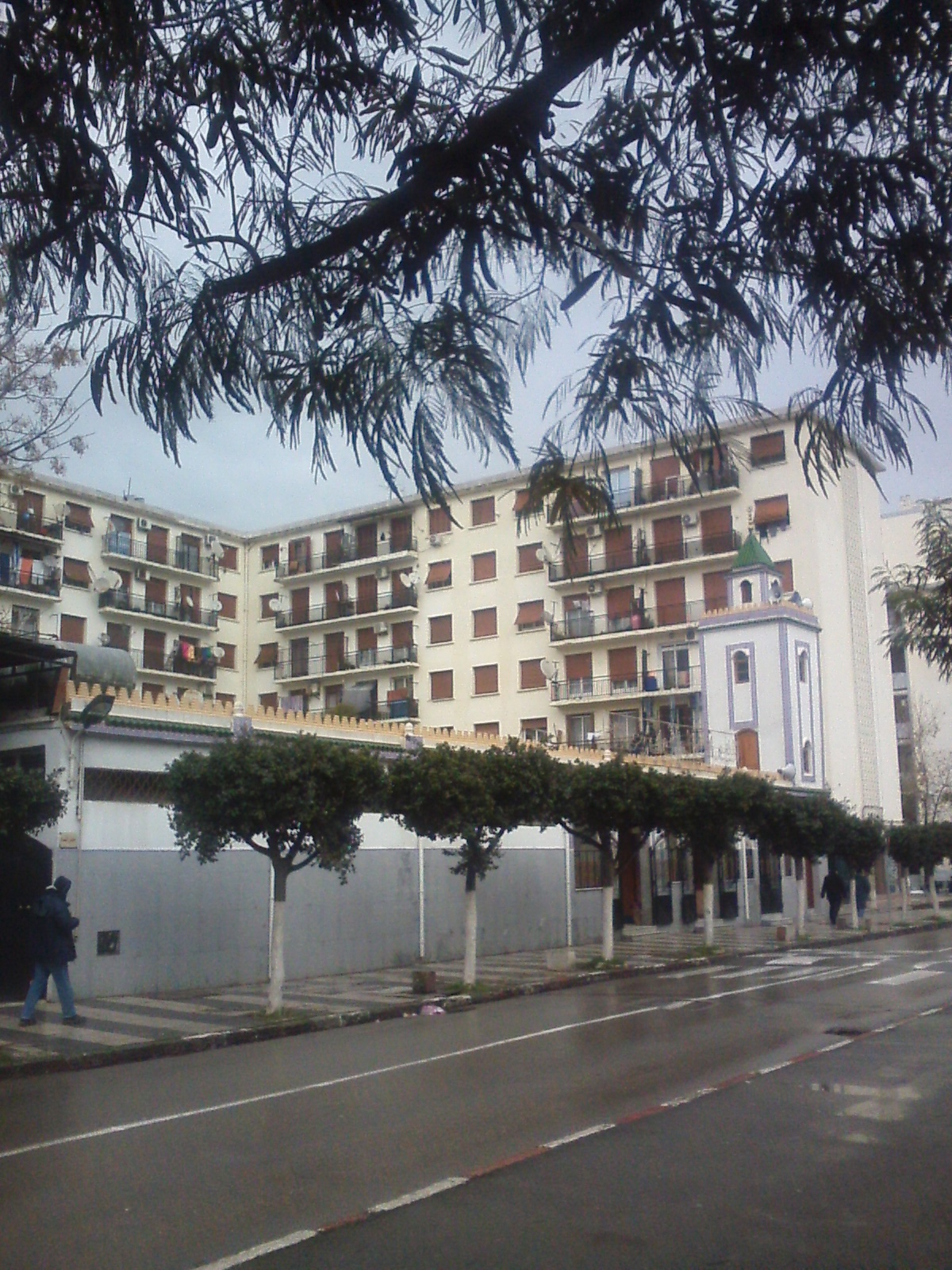
Mosquée Nasr au lieu-dit La Radieuse, au niveau de l'avenue des Frères Oudek, limite entre les communes d'Oued Smar et d'El Harrach.

La commune compte deux quartiers bien distincts. Au centre, se trouve le quartier de Beaulieu où se trouve la mairie, et au Sud, le quartier où se situe la gare qui est communément appelé Oued Smar. Il existe aussi plusieurs quartiers, celui d'El Alia (Issaad Abbas) au sud du cimetière, Makoudi 1 et 2 au nord et Ali Khodja 1 et 2 ainsi que Lala Nsoumer à côté de la caserne militaire, la cité du 11 décembre et favier du côte de Bouraoui, le quartier Saliba situé à l'est de la zone industrielle de Oued Smar et le lotissement Haouch El Mir au nord est de Saliba, aussi le lotissement Zougari datant de l'époque coloniale situé juste à côté de la caserne de Oued Smar.

En prenant la direction du nord à partir du quartier de Beaulieu, on traverse une multitude de belle résidences coloniales, puis on passe à côté du petit lotissement les chalets d'El Alia à la droite, puis on trouve la cité des 532 logements et celle des 80 logements ainsi qu'une fourrière d'automobiles (à la droite aussi), ensuite un lotissement de chalets ex-SNTR, on arrive à la route nationale RN nº 5 et toujours à droite, la Cité des jardins juste avant l'entrée principale du cimetière El Alia.

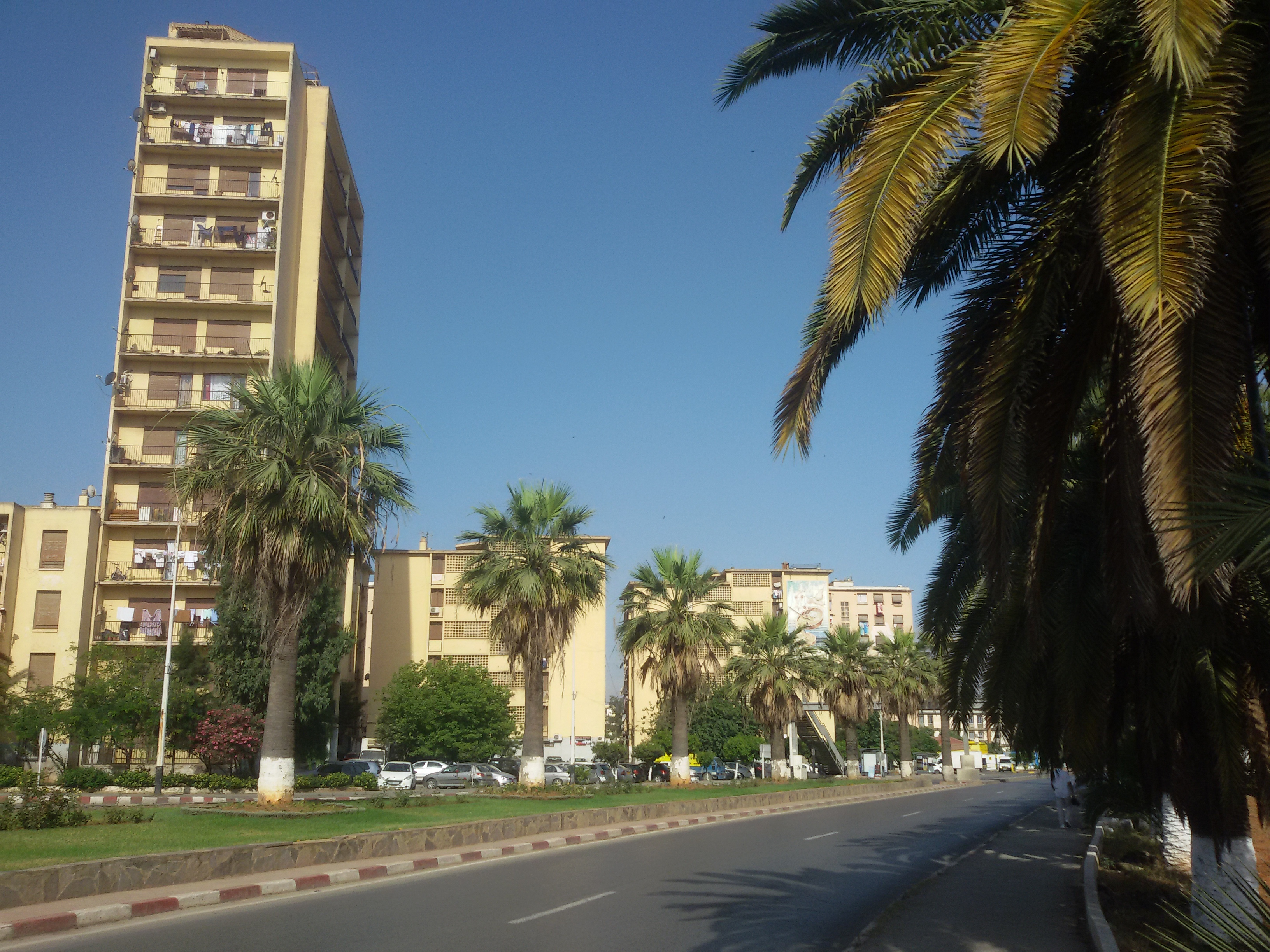
Quartier La Radieuse, à la limite Nord entre les communes d'El-Harrach, de Mohammadia (Alger) et d'Oued Smar.

## Enseignement et éducation

### Enseignement primaire
- École Bouzid Rachid 1
- École Les Frères Khalfi
- École Moussaoui Ali
- École Omar Ouadah
- École Yahia Baraket
- École Bouzid Rachid 2
- École Grin Belkacem
- École Hamed Toumache
- École Mohamed Ouafi
- École Hamdache bachir
- École Aissani Kouider

### Enseignement moyen
- CEM Omar Guendouzi
- CEM Omar Ouadah

### Enseignement secondaire
- Technicum Ahmed Al Bairouni

### Formation professionnelle
- L'Institut national spécialisé de formation professionnelle (INSFP) Abdelkader-Matouk, ex-ITEEM (Institut technologique d'entretien électro-mécanique)

### Enseignement supérieur
- École nationale supérieure agronomique (ex-INA) ;
- École nationale supérieure d'informatique ;
- École nationale polytechnique ;
- École polytechnique d'architecture et d'urbanisme ;
- École supérieure des sciences de l'aliment et des industries agroalimentaires d'Alger sur le territoire de l'ex-École nationale supérieure vétérinaire transférée vers son nouveau siège toujours au niveau de la commune.

## Équipements et économie
La moitié sud du territoire de la commune est occupée par la zone industrielle d'Oued Smar, la deuxième plus grande de la wilaya d'Alger. Elle s'étend sur 400 hectares, soit la moitié du territoire de la commune. Plusieurs firmes sont installées dans cette zone, surtout des firmes pharmaceutiques tels que : Sanofi Aventis qui y possède une usine de production,, Saidal, Sandoz, etc. La Pharmacie centrale des hôpitaux d'Algérie y siège également.
D'autres installations et équipements y existent sur le territoire de la commune :
- Société de gestion des espaces verts de la ville d'Alger (EDEVAL) située à la pépinière d'El Alia, à côté du cimetière d'El Alia.
- Fourrière automobile de la wilaya d'Alger.
- Plusieurs laboratoires d'analyses et institutions de recherche agronomique (INRAA, CNCC, ITGC, INPV), de contrôle de qualité du ministère du commerce (CACQE)
- Deux grands champs d'expérimentation agronomique dépendent de l'Institut national de recherches d'agronomie d'Algérie (INRAA).
- Zone industrielle très diversifiée et parmi les plus importantes en Algérie.
- Cité universitaire Amar Bouraoui pour garçons.
- Parc de Loisirs au quartier de Beaulieu.
- La Société d'assurances de personne TALA a installé son siège social, au niveau du quartier Beaulieu, depuis mai 2019.
- Le territoire de la commune accueillait l'ancienne décharge de la wilaya d'Alger qui a été mise en exploitation depuis juin 1978, sur le site d’une ancienne carrière d’argile. Elle s’étend sur plus 50 hectares, et les déchets sont entassés sur une hauteur de plus de 50 mètres. Elle recevait une quantité quotidienne de déchets de toutes natures (ménagers, commerciaux, hospitaliers, produits de nettoiement et certains déchets industriels) estimé à 2 500 tonnes par jour. En vue de sa fermeture et de sa réhabilitation, le ministère de l’aménagement du territoire et de l’environnement a lancé en 2006 un projet de fermeture et de réhabilitation de la décharge en jardin public[7], cette décharge est rattachée à la commune d'El Harrach suivant le nouveau découpage et la création de la commune de Oued Smar en 1984.

## Sport
- Club de football de l'Entente club Oued Smar (ECOS)
- Club de football de l'Olympique club Beaulieu (OCB)
- Club de football de l'Olympique Karamat Oued Smar (Olympikos)
- Club de football de l'Ittihad Riadhi El Alia (IREA)
- Club de tir à l'arc du Mostakbel Oued Smar (MOS)

## Patrimoine
Le Cimetière d'El Alia, le plus grand cimetière de l’Algérie, où se trouve le carré présidentiel, est situé au nord-est de la commune.

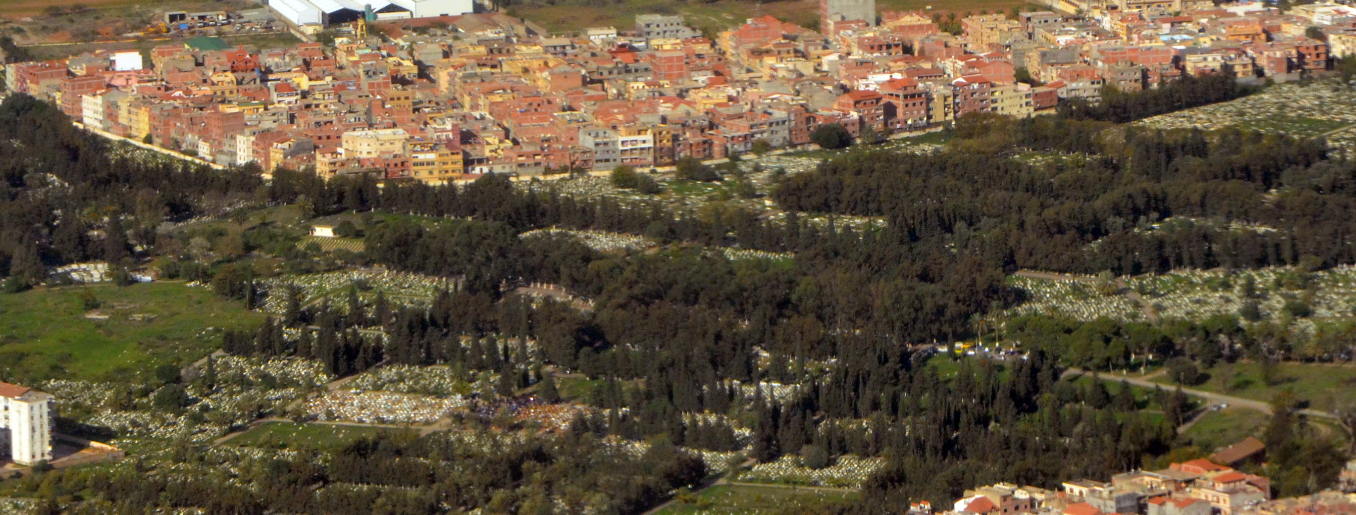
Cimetière El Alia au premier plan et le lotissement Makoudi au fond